# Лугано, Диего
Дие́го Альфре́до Луга́но Море́на (исп. Diego Alfredo Lugano Morena; род. 2 ноября 1980[…], Канелонес) — уругвайский футболист, центральный защитник. С 2003 года по 2014 года выступал за сборную Уругвая, капитаном которой он являлся с 2007 года.

## Биография

### Клубная карьера
Предки Диего — выходцы из Швейцарии. Профессиональную карьеру начал в составе одного из двух грандов уругвайского футбола — «Насьоналя». В 2003 году перешёл в бразильский клуб «Сан-Паулу», где быстро стал игроком основы.
Сезон 2005 стал настоящим прорывом в карьере Лугано. Вместе с «Сан-Паулу» футболист поднялся на самую вершину славы и был признан лучшим защитником Южной Америки. Он стал победителем Кубка Либертадорес и клубного чемпионата мира 2005 года.
На футболиста претендовали итальянские, английские, испанские клубы, но Лугано решил остаться в «Сан-Паулу» ещё на один год. Расчёт оправдался — команда дошла до финала Кубка Либертадорес и стала чемпионом Бразилии. Правда, сам Диего в августе всё же подписал 4-летний контракт со стамбульским «Фенербахче», и чемпионом стал уже постфактум, что не умаляет его заслуг в первой половине 2006 года. Уже перейдя в «Фенер», Лугано с ходу стал чемпионом Турции в 2007 году. Этот же успех футболист повторил в 2011 году, однако летом команда была под следствием за возможную организацию договорных игр и отлучена от участия в Лиге чемпионов.
27 августа 2011 года Лугано перешёл во французский «Пари Сен-Жермен». В новом клубе он стал зарабатывать 4 млн евро в год.
В январе 2013 года Лугано в поисках игровой практики перешёл в испанскую «Малагу» на правах полугодичной аренды. 27 января в матче против «Мальорки» он дебютировал за новую команду.
Затем был контракт с «Вест Бромвич Альбионом», который Диего покинул в мае 2014 года по обоюдному согласию сторон. В 2015 году выступал в шведском «Хеккене» и парагвайском «Серро Портеньо». В 2016 году вернулся в «Сан-Паулу».

### Карьера в сборной
В составе сборной Уругвая занял четвёртое место на чемпионате мира 2010 года и выиграл Кубок Америки 2011. Участник чемпионата мира 2014.

## Достижения

### Командные
Насьональ
- Чемпион Уругвая: 2000, 2001
- Победитель Лигильи Уругвая: 1999

Сан-Паулу
- Чемпион Лиги Паулиста: 2005
- Чемпион Бразилии: 2006
- Победитель Кубка Либертадорес: 2005
- Победитель Клубного чемпионата мира: 2005

Фенербахче
- Чемпион Турции: 2006/07, 2010/11
- Обладатель Суперкубка Турции: 2007, 2009

Сборная Уругвая
- Обладатель Кубка Америки: 2011

### Личные
- Включён в символическую сборную Южной Америки: 2004, 2005
- Включён в символическую сборную чемпионата Бразилии: 2005
- Футболист года в Уругвае: 2006

## Личная жизнь
Лугано женат на Карине Ронсио, у пары трое детей: Николас, Тьяго и Бьянка.